# أنور عياد
أنور عياد هو لاعب كرة يد تونسي محترف في البطولة الفرنسية لكرة اليد.

## النشأة والمسيرة المهنية
ولد أنور عياد في 9 مايو 1978 في المكنين بتونس.

## الجوائز والإنجازات
- أفضل هداف في البطولة الفرنسية، 2009
- أول لاعب كرة يد في البطولة الفرنسية يسجل 1000 هدف

## روابط خارجية
- أنور عياد على موقع الاتحاد الفرنسي لكرة اليد (الفرنسية)
- أنور عياد على موقع اللجنة الأولمبية الدولية (الإنجليزية)
- أنور عياد على موقع أوليمبيديا (الإنجليزية)